# Operacja „Argon”
Operacja „Argon” – Sprawa Operacyjnego Rozpracowania o kryptonimie „Argon” prowadzona przez funkcjonariuszy wrocławskiej delegatury Centralnego Biura Antykorupcyjnego w latach 2015-2016.
W ramach specjalnej i szeroko zakrojonej akcji zakładano podsłuchy, obserwowano dziesiątki ludzi i firm. Celem akcji miało być zebranie informacji o rzekomym łamaniu prawa przez grupę polityków i przedsiębiorców.
Pomimo zaangażowania ogromnych środków przez CBA nie postawiono zarzutów ani też nikt nie został nawet przesłuchany. Kilkudziesięciostronicowy raport, który powstał w wyniku akcji okazał się bezwartościowy. Zgodnie z prawem, po dwóch miesiącach od zakończenia akcji, jeśli nie zawierał dowodów przestępstw, czy choćby przesłanek do działań prokuratury, powinien zostać zniszczony. Tak się jednak nie stało.
Wybiórcze materiały z raportu były dostarczane dziennikarzom, którzy publikowali teksty oczerniające ówczesnych polityków, menadżerów i przedsiębiorców. Rozsiewano plotki o rzekomych nielegalnych działaniach kilku firm public relations. Żadna z tych informacji nie znalazła potwierdzenia.
Realnym skutkiem działań tajnych służb było doprowadzenie do dymisji ówczesnego ministra skarbu Dawida Jackiewicza i krótkotrwały kryzys polityczny w ówczesnym rządzie Beaty Szydło.